# Calvene
Calvene település Olaszországban, Veneto régióban, Vicenza megyében. Lakosainak száma 1280 fő (2023. január 1.). Calvene Asiago, Caltrano, Chiuppano és Lugo di Vicenza községekkel határos.

## Népesség
A település népességének változása:
| Lakosok száma | 1325 | 1317 | 1280 |
|               | 2017 | 2018 | 2023 |